# Ioan Paștiu
Ioan Paștiu (n. 26 octombrie 1939 la Oarda de Sus, Jud. Alba) este un fost senator român în legislatura 2000-2004, ales în județul Alba pe listele partidului PRM. În cadrul activității sale parlamentare, Ioan Paștiu a fost membru în grupurile parlamentare de prietenie cu Republica Columbia, Mongolia și Regatul Hașemit al Iordaniei.
Ioan Paștiu a fost prefect al județului Timiș în perioada 18 ianuarie 1992-27 octombrie 1995.